# Gypsophila saponarioides
Gypsophila saponarioides är en nejlikväxtart som beskrevs av Joseph Friedrich Nicolaus Bornmüller och Gauba. Gypsophila saponarioides ingår i släktet slöjor, och familjen nejlikväxter. Inga underarter finns listade i Catalogue of Life.